# Дерюгін Костянтин Валерійович
Костянти́н Вале́рійович Дерю́гін — український громадський діяч, сержант Збройних Сил України, учасник російсько-української війни, що загинув у ході російського вторгнення в Україну в 2022 році.

## Життєпис
Костянтин Дерюгін народився 13 січня 1978 року. З 2014 року брав участь у війні на сході України. Був обраний головою правління громадської організації «Львівська обласна спілка соціального захисту бійців АТО та сімей загиблих». З початком повномасштабного російського вторгнення в Україну 24 лютого 2022 року бійця мобілізували до лав Збройних сил України. Військову службу проходив у складі 24-ої окремої механізованої бригади імені короля Данила. Загинув 21 березня 2022 року на Донбасі від ворожої кулі снайпера. Похорон відбувся 27 березня 2022 року в Гарнізонному храмі святих апостолів Петра і Павла у Львові.

## Родина
У загиблого залишилися дружина Леся та двоє дітей.

## Нагороди
- Орден «За мужність» III ступеня (2022, посмертно) — за особисту мужність і самовіддані дії, виявлені у захисті державного суверенітету та територіальної цілісності України, вірність військовій присязі[4].

## Ушанування пам'яті
23 серпня 2022 року у Львові було відкрито перший турнір з настільного тенісу пам'яті сержанта 24-ої окремої механізованої бригади імені короля Данила — Костянтина Дерюгіна.